# Аксайский стекольный завод
Аксайский стекольный завод — стекольное предприятие России, расположенное в городе Аксай Ростовской области.

## История

### До 1917 года
Несмотря на то что в 1966 году Аксайский стекольный завод отметил свой 150-летний юбилей, точная дата его образования не установлена. Когда-то во время строительства газопровода Ставрополь-Москва в траншее за территорией завода были обнаружены старинные винные бутылки тёмно-зелёного стекла ручной работы с оттиснутыми датами: 1816, 1817, 1826. Находка дала повод предположить, что предприятие появилось именно в этот период. Но позднее у специалистов Государственного архива Ростовской области возникли сомнения: действительно, на Аксайском заводе выпускали бутылки зелёного стекла, но первые попытки их изготовления были документально зафиксированы лишь в 1873 году. В 1875 году завод размещался в двух кирпичных зданиях, где трудились 19 мастеров-бельгийцев, 27 «бутылочников», 27 «баночников», 30 учеников — мальчиков и девочек, 68 кузнецов, слесарей и рабочих других профессий, а также от 50 до 100 подёнщиков. Завод выпускал бутылки, фармацевтические флаконы, чернильницы.
В российском справочнике «Указатель фабрик и заводов европейской России и царства Польского» на 1887 год о всех стекольных заводах Донской области сказано единственное: «Петровский Николай, купец, в Черкасском округе, сведений о заводе не доставлено. Производства на 1884 г. на 10.000 руб, число рабочих 60». (стр. 312)". Так как в Черкасском округе других стекольных заводов подобного масштаба не было, то, скорее всего, речь шла об Аксайском заводе.
По другой версии, отсчёт истории Аксайского стекольного завода начинается с 1873 года, когда в станице Аксайской появилось первое на Нижнем Дону полукустарное «стеклянное» производство Г. Политова. Дело у Политова шло плохо и было остановлено почти в самом начале. Далее предприятие выкупил ростовский 1-й гильдии купец и фабрикант греческого происхождения Константин Семёнович Кондоянаки. На 1894 год заводом владела Кондоянаки Анна Петровна, греческая подданная, арендатором завода был Добровольский Василий Алексеевич: «Завод при 1 стеклоплавильной печи, выделывает 400 тыс. бутылок на 20 тыс.руб при 80 работающих».
В справочнике о промышленности России за 1902 год указан ещё один владелец: «Стекольный завод, Добровольский Василий Алексеевич, ст-ца Аксайская, 100 работающих». В справочнике стекольных заводов за 1904 год тоже фигурирует фамилия Добровольского.
Основным сырьём для стеклоделия был кварцевый песок, добываемый у Кобякова городища, грушевский антрацит, а также сода и известняки, которые добывали и обрабатывали в Аксае.

### После 1917 года
28 мая 1917 года общее собрание рабочих Аксайского завода под председательством мастера-стеклодува П. П. Алексеева и уполномоченного Ростово-Нахичеванского комитета РСДРП, жителя станицы Аксайской — М. В. Колонтаенко вынесло резолюцию: «Выражаем недоверие Временному правительству и коалиционному Министерству и требуем немедленной передачи власти Совету рабочих, солдатских и крестьянских депутатов». Однако советская власть в Аксайской станице установилась только в январе 1920 года.
В мае 1923 года на рабочем собрании в столовой завода, по предложению рабочих, заводу было присвоено наименование «Пролетарий». В 1924 году, в Аксай на стекольный завод приехали молодые квалифицированные мастера-стеклодувы Пилкин, Круглов, Тимохович и другие. Летом того же года при заводе в здании старинного двухэтажного особняка было организовано первое на Северном Кавказе фабрично-заводское училище стеклоделов": заведующим ФЗУ стал Аркадий Смойлович Хосудовский, инструктором по производственному обучению — Александр Алексеевич Иевлев. Училище с 2,5-годичным сроком обучения готовило из рабочей молодёжи грамотных и квалифицированных мастеров-стеклоделов. Оно просуществовало до 1933 года.
В 1925 году из детских домов на завод было направлено до 15 человек ребят-сирот, родители которых погибли в Первой мировой и Гражданской войнах. В 1927 году на заводе были построены: столовая на 100 мест с кухней и буфетом; рабочий клуб на 300 мест со сценой, фойе с киноустановкой и библиотекой; были приобретены струнный и духовой инструменты. На левом берегу Дона был оборудован пляж, построена купальня и вышка для прыжков в воду. Заводской комитет профсоюза и правление клуба также организовали драмкружок и хор «Синяя блуза», которые выезжали в станицы и хутора района с выступлениями. Пионерский отряд и комсомольская организация насчитывала до 180 членов.
В период ударничества и стахановского движения многие стекольщики были поощрены и отмечены хорошими премиями, путёвками в санатории и стахановские дома отдыха. После 1934 года одну варочную печь оборудовали немецкими полуавтоматами Шиллера для производства бутылок. В 1939 году по инициативе А. А. Жданова — секретаря ЦК КПСС Ленинградского обкома партии, в стекольном производстве труд стеклодела стал облегчаться за счёт замены выдувания изделий лёгкими рабочего. Для перенимания этого опыта на Чудовский стеклозавод «Восстание» (Новгородская область) были командированы мастера-стеклоделы Бойко, Заломнов, Ковалёв, которые затем на Аксайском заводе стали внедрять новый метод выдувания изделий посредством резиновой груши, а позже — компрессором. В этом же в клубе завода выступала популярная в то время певица Клавдия Шульженко.
До начала Великой Отечественной войны завод «Пролетарий» изготавливал стеклотару, в которую разливали аксайскую минеральную воду, хозяйственные банки, парфюмерные флаконы, 15-литровые баллоны, литровые бутылки для Аксайского консервного завода, а также бутылки молочные и винно-водочные.
В войну завод несколько раз переходил из рук в руки немецких и советских войск. Многие рабочие ушли воевать, часть погибла во время оккупации. Предприятие было превращено в груду развалин — крыша сожжена, стены главного цеха выработки разрушены вместе с ваннами печами и тянульными, кирпичная труба взорвана. Также лежали в развалинах механический цех, гончарка, составная, столовая, сожжены полуавтоматы, клуб, склады готовой продукции, материалов и сырья. Было разграблено заводоуправление, библиотека, лаборатория, амбулатория и бытовые помещения

### После войны
18 марта 1946 года Верховный Совет СССР принял Закон о пятилетнем плане восстановления и развития народного хозяйства СССР на 1946—1950 годы. Уже в апреле этого года на заводе построили и сдали в промышленную эксплуатацию ванную печь, которая стала выдавать натриевую силикат-глыбу, а к концу послевоенной пятилетки — винно-водочные бутылки, парфюмерные флаконы, хозяйственную банку. Продукция поставлялась в Ростов-на-Дону, Новочеркасск, Каменск-Шахтинский и другие города области, а также за её пределы. Спустя три года вошла в строй вторая печь, и выпуск стеклотары удвоился. Наряду с ручным производством начали работать восемь введённых в строй после капитального ремонта полуавтоматов Шиллера. В дальнейшем темпы производства росли, и если в 1958 году число выпущенных бутылок составило 10 миллионов, то в 1965 году — уже 32 миллиона. В 1974—1985 годах была проведена реконструкция завода и пущены новые цеха. В качестве продукции народного потребления выпускались изделия из хрусталя.
В 1993 году предприятие приватизировал трудовой коллектив и преобразовал в закрытое акционерное общество «Аксайский стекольный завод». После распада СССР для завода наступили трудные времена. Только с начала 1999 года начался процесс разработки и выпуска стеклобутылки улучшенного дизайна по заказам винно-водочных заводов Краснодарского и Ставропольского краёв, Ростовской области, Северо-Кавказского региона. ЗАО «Аксайский стекольный завод» стало специализированным предприятием по выпуску узкогорлой стеклотары зелёного стекла, широко использующейся при розливе винно-водочной продукции и технических жидкостей.
В 2007 году завод выполнил ряд мероприятий в рамках модернизации производства: в числе прочего построена новая стекловарочная печь, осуществлена масштабная реконструкция, внедрена автоматизированная система управления режимами стекловарения, велась работа по оптимизации химического состава стекла. В этом же году продукция предприятия была удостоена диплома конкурса «100 лучших товаров России», а в 2008 году на конкурсе — «Всероссийская марка (III тысячелетие). Знак качества XXI века» — бронзовой медали и Почётной грамоты.
Однако вскоре для завода наступили трудные времена и он был признан банкротом.
В Аксайском музее «Таможенная застава» есть витрина с клеймёнными осколками старых бутылок Аксайского стекольного завода.

## Упоминания в произведениях культуры
Персонаж советского детского телевизионного сериала «Гостья из будущего» Коля Герасимов попадает из 1984 в 2084 год с оборотными молочными бутылками, которые робот Вертер из Московского Института Времени идентифицирует как произведённые в городе Аксай на Аксайском стекольном заводе в январе 1984 года.